# Drôles de Papous
Pour plus de détails, voir Fiche technique et Distribution.
Drôles de Papous ou La Tribu de Krippendorf au Québec (Krippendorf's Tribe) est un film américain réalisé par Todd Holland, sorti en 1998.

## Synopsis
Afin de sauver sa carrière, un anthropologue un brin loufoque crée et donne vie, avec la complicité de ses enfants, à une tribu fictive habitant dans un petit village de Papouasie-Nouvelle-Guinée.

## Fiche technique
- Titre français : Drôles de Papous
- Titre original : Krippendorf's Tribe
- Titre québécois : La Tribu de Krippendorf
- Réalisation : Todd Holland
- Scénario : Charlie Peters, d'après le livre éponyme de Frank Parkin
- Musique : Bruce Broughton
- Photographie : Dean Cundey
- Montage : Jon Poll
- Production : Larry Brezner
- Sociétés de production : Dreyfuss / James Productions & Touchstone Pictures
- Société de distribution : Buena Vista Pictures
- Pays : États-Unis
- Langue : Anglais
- Format : Couleur - Dolby Digital - SDDS - 35 mm - 1.85:1
- Genre : Comédie
- Durée : 90 min
- Dates de sortie : 
  -  États-Unis : 27 février 1998

## Distribution
- Richard Dreyfuss (VF : Michel Papineschi ; VQ : Luis de Cespedes) : James Krippendorf
- Jenna Elfman (VF : Céline Monsarrat ; VQ : Natalie Hamel-Roy) : Veronica Micelli
- Natasha Lyonne (VF : Dorothée Pousséo ; VQ : Aline Pinsonneault) : Shelly Krippendorf
- Gregory Smith (VF : Jim Redler ; VQ : Lawrence Arcouette) : Mickey Krippendorf
- Lily Tomlin (VF : Perrette Pradier ; VQ : Madeleine Arsenault) : Ruth Allen
- Carl Michael Lindner : Edmund Krippendorf
- Stephen Root (VF : Patrick Préjean ; VQ : Benoit Rousseau) : Gerald Adams
- Doris Belack (VF : Anne Ludovik) : Présidente Porter
- David Ogden Stiers (VF Benoît Allemane ; VQ : Ronald France) : Henry Spivey
- Siobhan Fallon Hogan : Lori
- Julio Oscar Mechoso (VF : Denis Boileau) : Simon Alonso
- Elaine Stritch (VF : Paule Emanuele) : Irene Hargrove
- Tom Poston (VF : Jacques Richard) : Gordon Hargove
- Peter Tilden (VF : Jean-François Kopf) : Larry Swift
- Lance Kinsey (VF : Georges Caudron) : Principal Reese
- Bruce Jarchow (VF : Jean-Claude Montalban) : Dr. Andrews
- Zakes Mokae (VF : Med Hondo) : Sulukim
- Barbara Williams (VQ : Hélène Mondoux) : Jennifer Harding Krippendorf
- Sandy Martin : Infirmière